# ليث جعار
ليث جعار صحفي فلسطيني ومراسل لقناة الجزيرة في الضفة الغربية.

## التحريض والإعتقال
أوقفت أجهزة أمن السلطة الفلسطينية الصحفي ليث جعار يوم الجمعة 4 أكتوبر 2024 أثناء تقديمه شكوى ضد أحد عناصر الأمن الذين اعتدوا عليه. وكانت الليلة الماضية قد شهدت اعتداء أحد عناصر أمن أجهزة السلطة الفلسطينية على الصحفي في طولكرم ليث جعار، وهدده بإطلاق النار عليه.
وذلك أثناء وجود الصحفي ليث جعار مع المصور في محيط مستشفى ثابت ثابت الحكومي لتغطية المجزرة التي نفذتها قوات الاحتلال بمخيم طولكرم في الضفة الغربية بقصف جوي غير مسبوق أوقع 18 شهيدا.
وأدانت حركة حماس حملة التحريض والتشويه المتعمد التي يتعرض لها الصحفي ليث جعار، ومن ثم توقيفه واحتجازه أثناء تقديمه شكوى ضد العنصر الذي اعتدى عليه. وطالبت قيادة السلطة بكف يد أجهزتها الأمنية عن الصحفيين، ومحاسبة المعتدين لضمان عدم تكرار أي اعتداء، والعمل على توفير البيئة الآمنة للعمل الصحفي، وضمان سلامة الصحفيين وعدم التعرض لهم أو ملاحقتهم.